# ケイトリン・ダブルデイ
ケイトリン・ダブルデイ（Kaitlin Doubleday, 1984年7月19日 - ）は、アメリカ合衆国出身の女優である。
俳優フランク・ダブルデイと女優クリスティナ・ハートの娘。妹のポーシャ・ダブルデイも女優である。

## 出演作品

### テレビ
- Empire 成功の代償 シーズン1〜4
- イーストエンドの魔女たち シーズン1
- 救命医ハンク セレブ診療ファイル シーズン5
- ザ・グレイズ 〜フロリダ殺人事件簿 ファイナル・シーズン
- 私はラブ・リーガル シーズン3
- CSI:科学捜査班 シーズン11
- クリミナル・マインド FBI行動分析課 シーズン6
- CHASE/逃亡者を追え!
- クローザー シーズン6
- BONES - 骨は語る - シーズン5
- ブラザーズ&シスターズ シーズン3
- CSI:マイアミ シーズン6
- コールドケース　シーズン1

### 映画
- ドラゴン・ウォリアーズ
- トラブル・カレッジ/大学をつくろう!
- キャッチ・ミー・イフ・ユー・キャン（ジョアンナ）